# Earth (пісня Lil Dicky)
«Earth» (укр. Земля) — пісня американського репера Lil Dicky. Вона вийшла 19 квітня 2019 року за три дні до Дня Землі. Всі надходження від пісні будуть передані різним екологічним благодійним організаціям через Фонд Леонардо ДіКапріо.

## Створення
9 квітня 2019 року Lil Dicky у Твіттері повідомив про випуск нової пісні наступного тижня. Також повідомлялося, що Джастін Бібер вийде з творчої паузи, заспівавши у новій пісні Lil Dicky. Бібер підтвердив таку співпрацю у Твіттері за декілька днів.

## Музичне відео
17 квітня Lil Dicky випустив показав частину кліпу, який повністю був представлений наступного дня. Знято відео Найджелом Тірні зі студії-лауреата премії Еммі RYOT, Федеріко Геллером з 3Dar, і студією Iconic Engine, за участі 30 зірок та співаків, серед яких Джастін Бібер, Аріана Ґранде, Шон Мендес, Голзі, Кеті Перрі, Ед Ширан, Леонардо Ді Капріо, Брендон Урі, Чарлі Пут, Snoop Dogg, Майлі Сайрус та інші. Більшість знаменитостей представляють різні види тварин або рослин. Меган Трейнор, Джоел Ембіід, Tory Lanez, Джон Ледженд, PSY, Bad Bunny, Кріс Ву і Backstreet Boys у відео не з'являються. Кевін Гарт зображає Каньє Веста, а персонаж Леонардо Ді Капріо повторює сцену з фільму 1997 року Титанік. Відео починається з того що в забрудненому місті юрба старших хлопців знущається над юнаком і намагається вкинути його в сміттєвий бак. Lil Dicky 1де по вулиці і робить зауваження хуліганам, після чого вони тікають, і молодий хлопець потім знаходить книгу і відкриває її, а з неї розкриваються анімовані джунглі з мультиплікаційною версією Lil Dicky, що одягнений в стилі Тарзана.

## Запрошені співаки
Список вокалістів з роллю, яку вони виконують у відео:
| - Lil Dicky — Чоловік - Джастін Бібер — Бабуїн - Аріана Ґранде — Зебра - Голзі — Левеня - Zac Brown — Корова - Брендон Урі — Свиня - Гейлі Стайнфельд — Гриб («Гриб звичайний») - Wiz Khalifa — Скунс - Snoop Dogg — Марихуана - Кевін Гарт — Каньє Вест - Адам Левін — Грифи - Шон Мендес — Носороги - Чарлі Пут — Жираф - Sia — Кенгуру | - Майлі Сайрус — Слон - Lil Jon — Молюск - Ріта Ора — Вовк - Мігель — Білка - Кеті Перрі — Поні - Lil Yachty — ВПЛ - Ед Ширан — Коала - Меган Трейнор, Джоел Ембіід, Tory Lanez, Джон Ледженд — беквокалісти - PSY, Bad Bunny, Кріс Ву — присів «We Love the Earth» - Backstreet Boys — Титри - Леонардо Ді Капріо — Себе |

## Чарти
| Чарт (2019)                               | Найвища позиція |
| ----------------------------------------- | --------------- |
| Австралія (ARIA)                          | 17              |
| Австрія (Ö3 Austria Top 75)               | 27              |
| Бельгія (Ultratip Flanders)               | 1               |
| Канада (Canadian Hot 100)                 | 3               |
| Чехія (Singles Digitál Top 100)           | 18              |
| Данія (Tracklisten)                       | 12              |
| Німеччина (Official German Charts)        | 77              |
| Угорщина (Stream Top 40)                  | 38              |
| Ірландія (IRMA)                           | 18              |
| Японія (Japan Hot 100)                    | 81              |
| Нідерланди (Mega Single Top 100)          | 36              |
| Нова Зеландія (Recorded Music NZ)         | 20              |
| Норвегія (VG-lista)                       | 11              |
| Шотландія (Official Charts Company)       | 26              |
| Словаччина (Singles Digitál Top 100)      | 29              |
| Швеція (Sverigetopplistan)                | 35              |
| Швейцарія (Media Control AG)              | 42              |
| Велика Британія (Official Charts Company) | 21              |
| США (Billboard Hot 100)                   | 17              |